# Cubonotus altinotatus
Cubonotus altinotatus är en insektsart som beskrevs av Perez-gelabert, Hierro och D. Otte 1998. Cubonotus altinotatus ingår i släktet Cubonotus och familjen torngräshoppor. Inga underarter finns listade i Catalogue of Life.